# Bromus hordeaceus
Il forasacco peloso (Bromus hordeaceus L., 1753) è una pianta angiosperma monocotiledone appartenente alla famiglia delle Poacee (o Gramineae, nom. cons.).

## Etimologia
Il nome generico (bromus) deriva dalla lingua greca ed è un nome antico per l'avena. L'epiteto specifico (hordeaceus) significa "infiorescenza simile all'Hordeum" (orzo).
Il nome scientifico della specie è stato definito da Linneo (1707 – 1778), biologo svedese considerato il padre della moderna classificazione scientifica degli organismi viventi, nella pubblicazione "Species Plantarum - 1: 77" del 1753.

## Descrizione

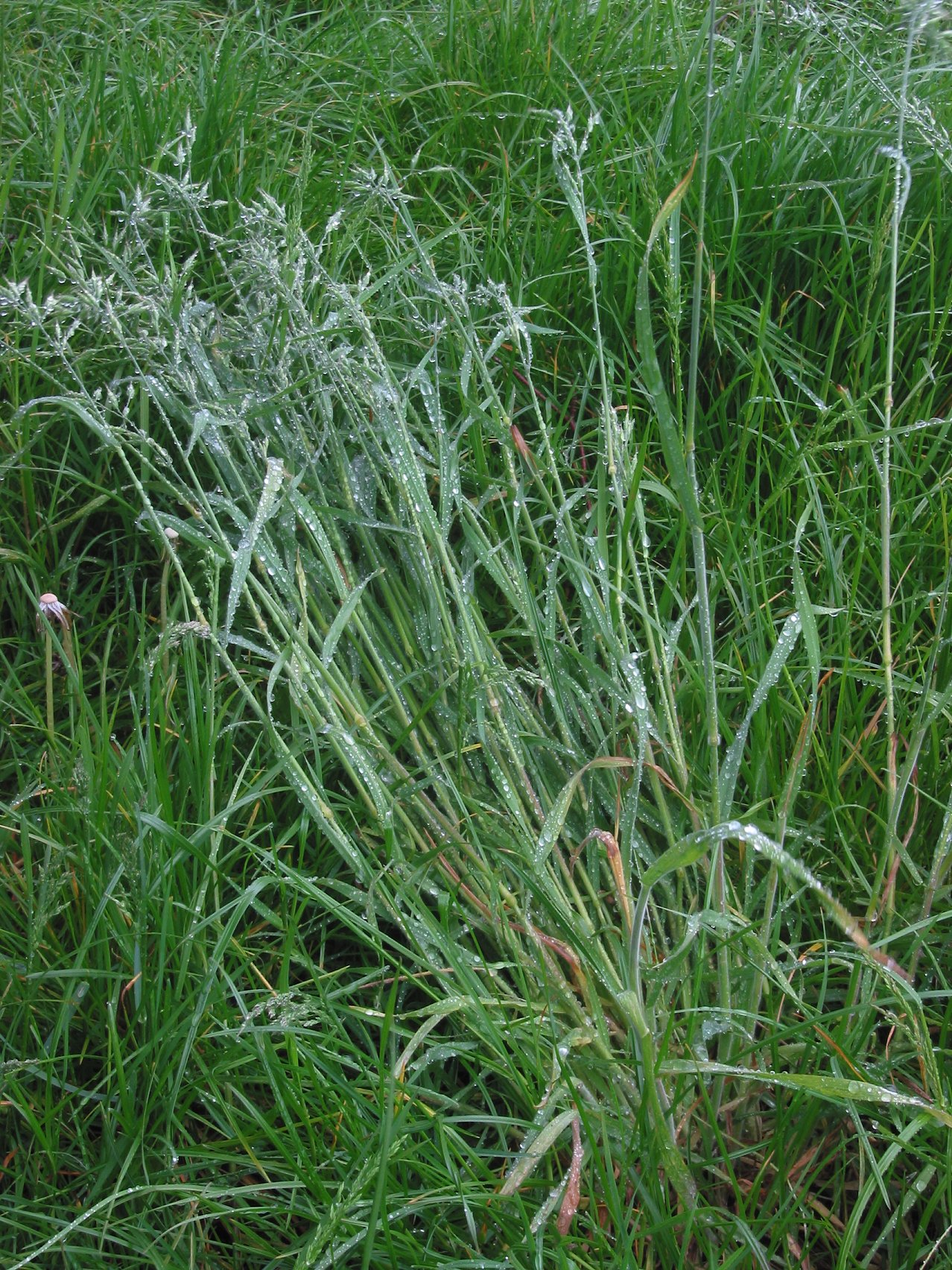
Il portamento

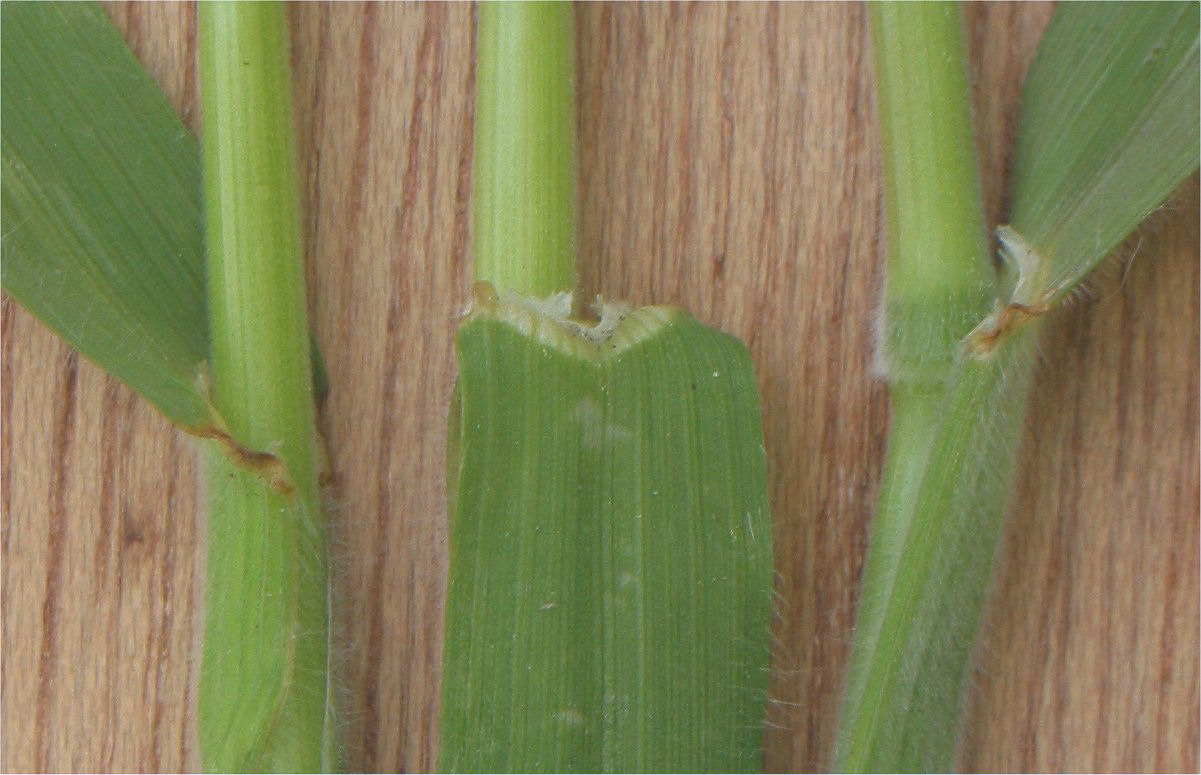
Le foglie

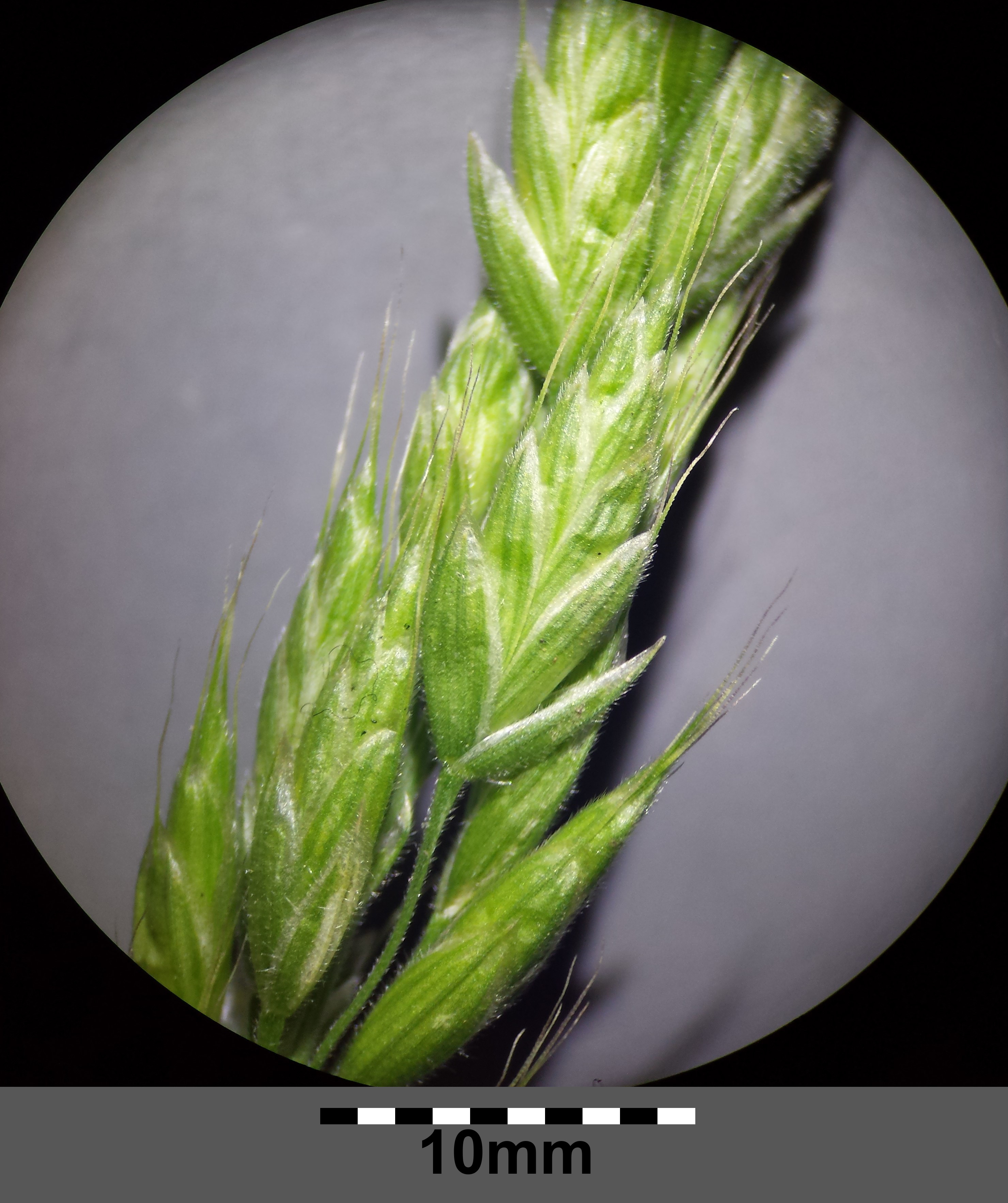
Infiorescenza

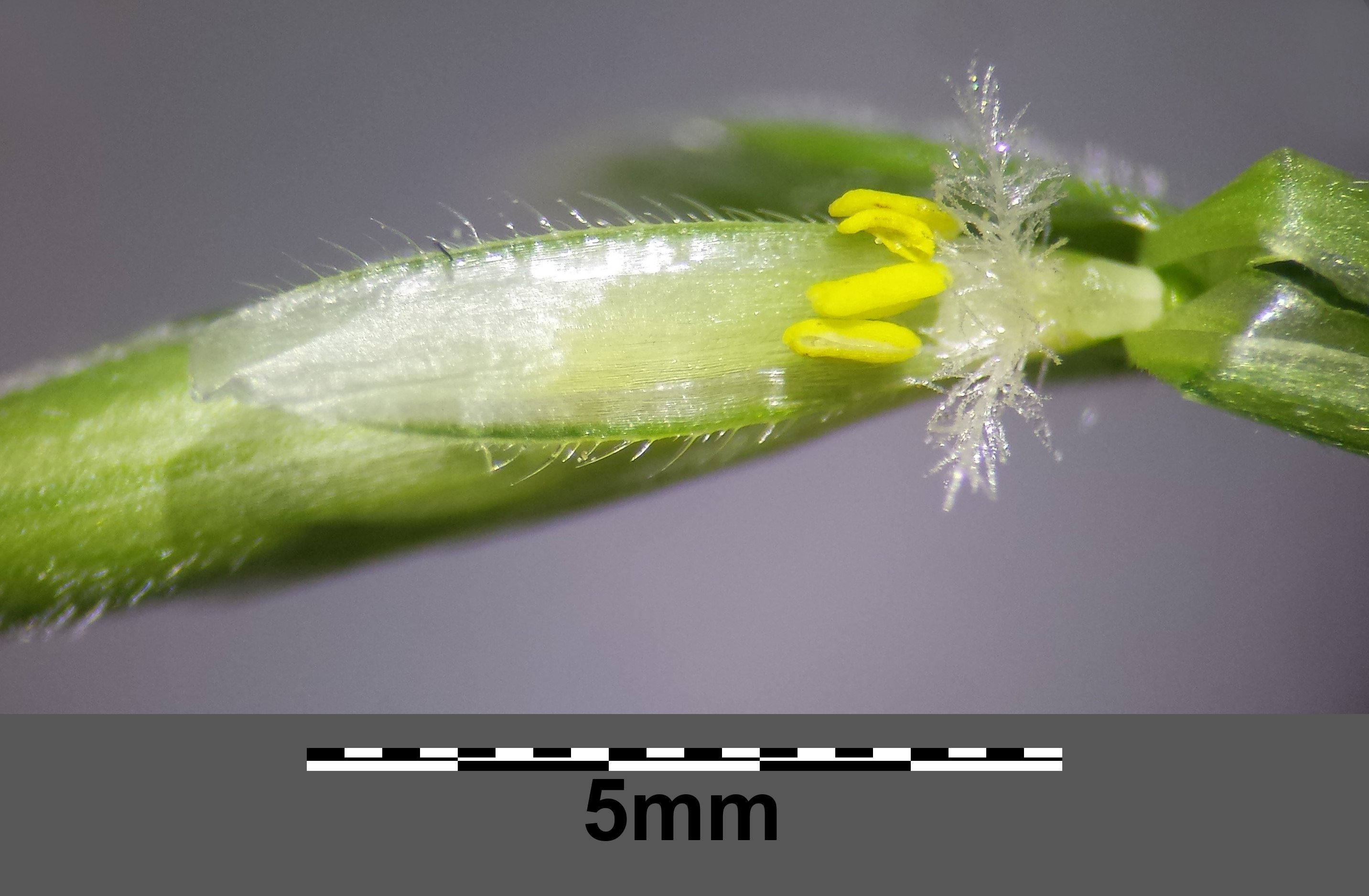
I fiori

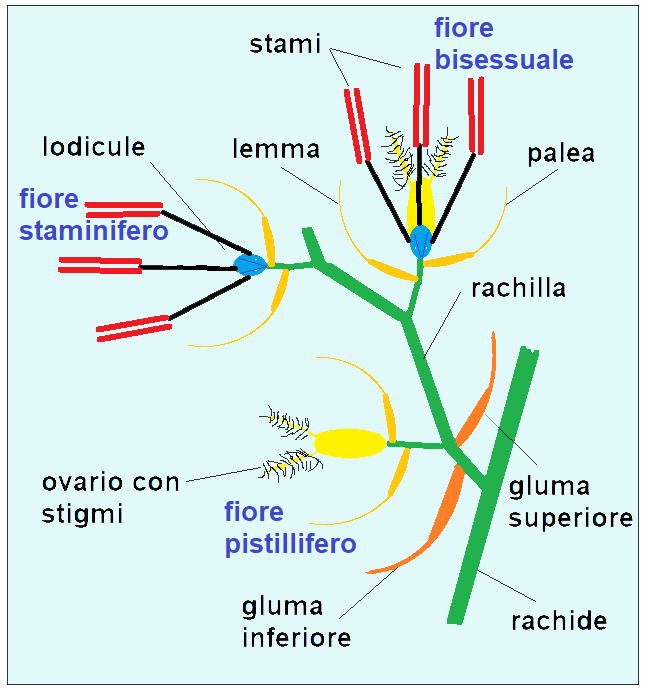
Spighetta generica con tre fiori diversi

Queste piante arrivano ad una altezza di 1-4 dm (massimo 8 dm). La forma biologica è terofita scaposa (T scap), ossia in generale sono piante erbacee che differiscono dalle altre forme biologiche poiché, essendo annuali, superano la stagione avversa sotto forma di seme e sono munite di asse fiorale eretto e spesso privo di foglie.

### Radici
Le radici sono per lo più fascicolate; a volte sono secondarie da rizoma.

### Fusto
I culmi sono cavi a sezione più o meno rotonda e sottile. Il portamento in genere è solitario-ascendente (alla base sono ginocchiati o anche striscianti). Nella parte apicale sono nudi con una breve pubescenza riflessa..

### Foglie
Le foglie lungo il culmo sono disposte in modo alterno, sono distiche e si originano dai vari nodi. Sono composte da una guaina, una ligula e una lamina. Le venature sono parallelinervie. Non sono presenti i pseudopiccioli e, nell'epidermide delle foglia, le papille.
- Guaina: la guaina è abbracciante il fusto e priva di auricole. La pubescenza è di tipo villoso con peli molli, brevi o allungati.
- Ligula: la ligula è membranosa e a volte è cigliata. Lunghezza 1 mm.
- Lamina: la lamina, a consistenza morbida, ha delle forme lineari generalmente piane. Entrambe le facce sono pubescenti. Dimensioni della lamina: larghezza 5-7 cm; lunghezza 5-22 cm.

### Infiorescenza
Infiorescenza principale (sinfiorescenza o semplicemente spiga): le infiorescenze, ascellari e terminali, in genere sono ramificate (i rami sono ispidi di 2-3 cm) e sono formate da alcune spighette ed hanno la forma di una pannocchia densa e contratta a forma ovoide. La fillotassi dell'inflorescenza inizialmente è a due livelli, anche se le successive ramificazioni la fa apparire a spirale. Alla fruttificazione l'infiorescenza è contratta e le spighette sono più o meno erette. Lunghezza della pannocchia: 8-15 cm.

### Spighetta
Infiorescenza secondaria (o spighetta): le spighette, brevemente pedicellate, con forme oblunghe, sottese da due brattee distiche e strettamente sovrapposte chiamate glume (inferiore e superiore), sono formate da 4 a 7 fiori. Possono essere presenti dei fiori sterili; in questo caso sono in posizione distale rispetto a quelli fertili. Alla base di ogni fiore sono presenti due brattee: la palea e il lemma. La disarticolazione avviene con la rottura della rachilla tra i fiori o sopra le glume. Lunghezza delle spighette: 15-20 mm.
- Glume: le glume hanno gli apici acuminati e sono subuguali. Lunghezza delle glume: inferiore 6 mm (3-5 venature); superiore 8 mm (5-7 venature).
- Palea: la palea è un profillo con due nervature; può essere cigliata (le ciglia sono dirette verso l'apice) ed è carenata. Dimensione della palea: larghezza 1,5 mm; lunghezza 6 mm.
- Lemma: l'apice del lemma varia da intero a bidentato e ha una resta (lunga 5 mm) inserita 1 mm al di sotto dei denti. Le reste sono diritte o contorte. Le venature sono 7-9 e sono sporgenti. Lunghezza del lemma: 5 mm. Lunghezza della resta: 9-10 mm.

### Fiori
I fiori fertili sono attinomorfi formati da 3 verticilli: perianzio ridotto, androceo  e gineceo.
- Formula fiorale:[7]

*, P 2, A (1-)3(-6), G (2–3) supero, cariosside.
- Il perianzio è ridotto e formato da due lodicule, delle squame traslucide, poco visibili (forse relitto di un verticillo di 3 sepali). Le lodicule sono membranose e non vascolarizzate.
- L'androceo è composto da 3 stami ognuno con un breve filamento libero, una antera sagittata e due teche. Le antere sono basifisse con deiscenza laterale e sono lunghe 1 mm. Il polline è monoporato.
- Il gineceo è composto da 3-(2) carpelli connati formanti un ovario supero. L'ovario, pubescente all'apice, ha un solo loculo con un solo ovulo subapicale (o quasi basale). L'ovulo è anfitropo e semianatropo e tenuinucellato o crassinucellato. Lo stilo, che si origina dal lato abassiale dell'ovario, è breve con due stigmi papillosi e distinti.

### Frutti
I frutti sono del tipo cariosside, ossia sono dei piccoli chicchi indeiscenti colorati di marrone scuro, con forme ovoidali, nei quali il pericarpo è formato da una sottile parete che circonda il singolo seme. In particolare il pericarpo è fuso al seme ed è aderente. L'endocarpo non è indurito e l'ilo è lungo e lineare. L'embrione è piccolo e provvisto di epiblasto ha un solo cotiledone altamente modificato (scutello senza fessura) in posizione laterale. I margini embrionali della foglia non si sovrappongono.

## Biologia
Come gran parte delle Poaceae, le specie di questo genere si riproducono per impollinazione anemogama. Gli stigmi più o meno piumosi sono una caratteristica importante per catturare meglio il polline aereo.
La dispersione dei semi avviene inizialmente a opera del vento (dispersione anemocora) e una volta giunti a terra grazie all'azione di insetti come le formiche (mirmecoria). In particolare i frutti di queste erbe possono sopravvivere al passaggio attraverso le budella dei mammiferi e possono essere trovati a germogliare nello sterco.

## Tassonomia
La famiglia delle Poacee comprende circa 800 generi e oltre 9.000 specie. È una delle famiglie più numerose e più importanti del gruppo delle monocotiledoni. La famiglia è suddivisa in 12 sottofamiglie, il genere Bromus fa parte della sottofamiglia Pooideae ed è l'unico genere della tribù Bromeae.

### Filogenesi
La tribù Bromeae fa parte della supertribù Triticodae T.D. Macfarl. & L. Watson, 1982. La supertribù Triticodae comprende tre tribù: Littledaleeae, Hordeeae e Bromeae. All'interno della supertribù, la tribù Bromeae forma un "gruppo fratello" con la tribù Hordeeae.
I Bromus della flora spontanea italiana sono suddivisi in tre gruppi distinti: Festucaria G. et G., Anisantha Koch e Bromus s.s. La specie di questa voce appartiene al gruppo Bromus s.s. Il ciclo biologico delle piante di questo gruppo è annuo con un aspetto molto diverso dalle specie del genere Festuca. A maturità le spighette si restringono all'apice ed hanno delle reste caratteristiche (allargate). Le nervature delle due glume (con forme ovate lunghe 3,5-9 mm) sono diverse: quella inferiore ha 3 nervature; quella superiore è 7-9 nervature. La resta dei lemmi (con forme ovato-lanceolate) è dorsale.
Il numero cromosomico delle specie B. hordeaceus è: 2n = 14 e 28.

### Variabilità
La specie di questa voce è variabile. Qui di seguito sono indicate alcune sottospecie (non sempre riconosciute valide da altre checklist).

#### Sottospeciehordeaceus

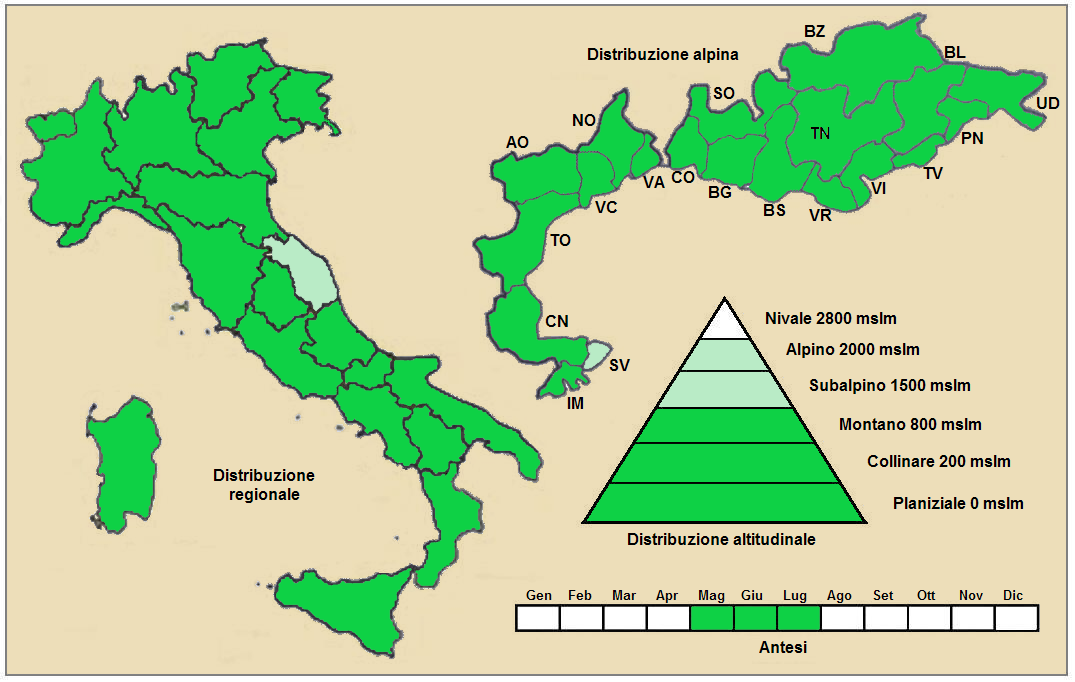
Distribuzione della sottospecie hordeaceus
(Distribuzione regionale – Distribuzione alpina)

- Nome scientifico: Bromus hordeaceus subsp. hordeaceus[21]
- Descrizione: vedere più sopra la descrizione generale (è il tipo più comune).
- Fioritura: da maggio a luglio.
- Geoelemento: il tipo corologico (area di origine) è Euroasiatico / Subcosmopolita.
- Distribuzione: in Italia è una sottospecie comune in tutto il territorio. Inoltre è presente su tutto l'arco alpino e sui seguenti altri rilievi europei collegati alle Alpi: Foresta Nera, Massiccio del Giura, Massiccio Centrale, Pirenei e Carpazi.[20] Nel resto dell'Europa e dell'areale del Mediterraneo questa specie si trova in Europa (ovunque), Transcaucasia, Anatolia, Asia mediterranea e Africa mediterranea.[21]
- Habitat: gli habitat tipici per questa pianta sono i prati, le siepi e i terreni abbandonati. Il substrato preferito è calcareo ma anche siliceo con pH basico, alti valori nutrizionali del terreno che deve essere mediamente umido.[20]
- Distribuzione altitudinale: sui rilievi queste piante si possono trovare fino a 2000 m s.l.m.; nelle Alpi frequentano quindi i seguenti piani vegetazionali: collinare, montano e in parte subalpino e alpino (oltre a quello planiziale – a livello del mare).
- Fitosociologia.
  - Dal punto di vista fitosociologico alpino la sottospecie hordeaceus appartiene alla seguente comunità vegetale:[20]
    - Formazione: delle comunità terofiche pioniere nitrofile
      -         - Classe: Stellarietea mediae
- Per l'areale completo italiano la sottospecie in oggetto appartiene alla seguente comunità vegetale:[22]
  - Macrotipologia: vegetazione delle praterie.
    - Classe: Molinio-arrhenatheretea Tüxen, 1937
      - Ordine: Arrhenatheretalia elatioris Tüxen, 1931
        - Alleanza: Arrhenatherion elatioris Koch, 1926

Descrizione: l'alleanza Arrhenatherion elatioris fa riferimento a prati regolarmente falciati, almeno due volte l'anno (il loro abbandono conduce, spesso anche rapidamente, a fasi di incespugliamento), e concimati in modo non intensivo, su suoli relativamente profondi. Si tratta di comunità floristicamente ricche che sono distribuite dal fondovalle (alta pianura) ai 1000 m (1500 m sui pendii soleggiati). L'alleanza Arrhenatherion elatioris è distribuita in Italia settentrionale, nell'Europa centrale atlantica e nelle aree alpine e caucasiche.

#### Sottospeciebicuspis
- Nome scientifico: Bromus hordeaceus subsp. bicuspis Hohla & H. Scholz, 2008.[24]
- Distribuzione: Austria.

#### Sottospeciedivaricatus
- Nome scientifico: Bromus hordeaceus subsp. divaricatus (Bonnier & Layens) Kerguélen, 1981[25]

#### Sottospecieferronii
- Nome scientifico: Bromus hordeaceus subsp. ferronii (Mabille) P.M.Sm., 1968[26]

#### Sottospecielongipedicellatus
- Nome scientifico: Bromus hordeaceus subsp. longipedicellatus Spalton, 2001.[27]
- Distribuzione: Alpi e Gran Bretagna. In italia si trova solamente nella Lombardia.[19]

#### Sottospeciemediterraneus
- Nome scientifico: Bromus hordeaceus subsp. mediterraneus (H. Scholz & F. M. Vázquez) H. Scholz, 2008.[28]
- Distribuzione: Italia, Europa mediterranea, Anatolia e Magreb

#### Sottospeciemolliformis

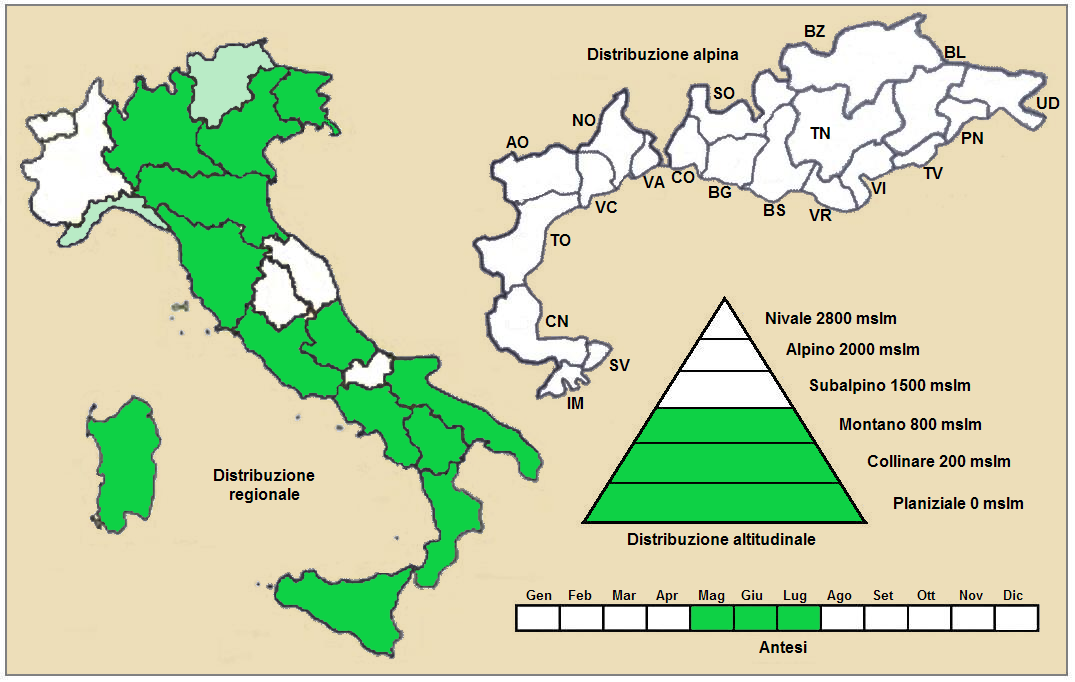
Distribuzione della sottospecie molliformis
(Distribuzione regionale)

- Nome scientifico: Bromus hordeaceus subsp. molliformis (Billot) Maire & Weiller, 1955[29] (Nella "Flora d'Italia" di Sandro Pignatti questa entità è indicata come Bromus molliformis Lloyd)
- Nome comune: forasacco mediterraneo.
- Descrizione: altezza media 1-3 dm; in genere le piante sono più gracili; la guaina superiore spesso è rigonfia; la pannocchia è ridotta a poche spighette (a volte solo una); il lemma è lungo 7–8 mm con una sottile resta; le ciglia marginali della palea sono patenti.
- Fioritura: da maggio a luglio.
- Geoelemento: il tipo corologico (area di origine) è Euro-Mediterraneo.
- Distribuzione: in Italia è una sottospecie comune su tutto il territorio ma con una distribuzione discontinua. Si trova anche in Francia.[29]
- Habitat: gli habitat tipici per questa pianta sono gli incolti aridi soprattutto in vicinanza del mare.
- Distribuzione altitudinale: sui rilievi queste piante si possono trovare fino a 1000 m s.l.m.;
- Fitosociologia: per l'areale completo italiano la sottospecie molliformis appartiene alla seguente comunità vegetale:[22]
  - Macrotipologia: vegetazione alofila costiera e continentale e delle dune sabbiose.
    - Classe: Saginetea maritimae Westhoff, Leeuwen & Adriani, 1962
      - Ordine: Saginetalia maritimae Westhoff, Leeuwen & Adriani, 1962
        - Alleanza: Saginion maritimae Westhoff, Leeuwen & Adriani, 1962

Descrizione. L'alleanza Saginion maritimae è relativa alle comunità terofitiche, alofile e subalofile di tipo atlantico rinvenibili anche nel Mediterraneo europeo in aree con macrobioclima temperato. La cenosi è localizzata in zone costiere, ma anche più interne su substrati argillosi o argilloso-sabbiosi. In Italia questa vegetazione è rinvenibile lungo le coste, prevalentemente adriatiche.

#### Sottospeciepseudothominei
- Nome scientifico: Bromus hordeaceus subsp. pseudothominei (P. M. Sm.) H. Scholz, 1970.[31]
- Distribuzione: Italia (Trentino-Alto Adige e Friuli-Venezia Giulia[19]), Europa centrale, Gran Bretagna e Romania

#### Sottospeciethominei

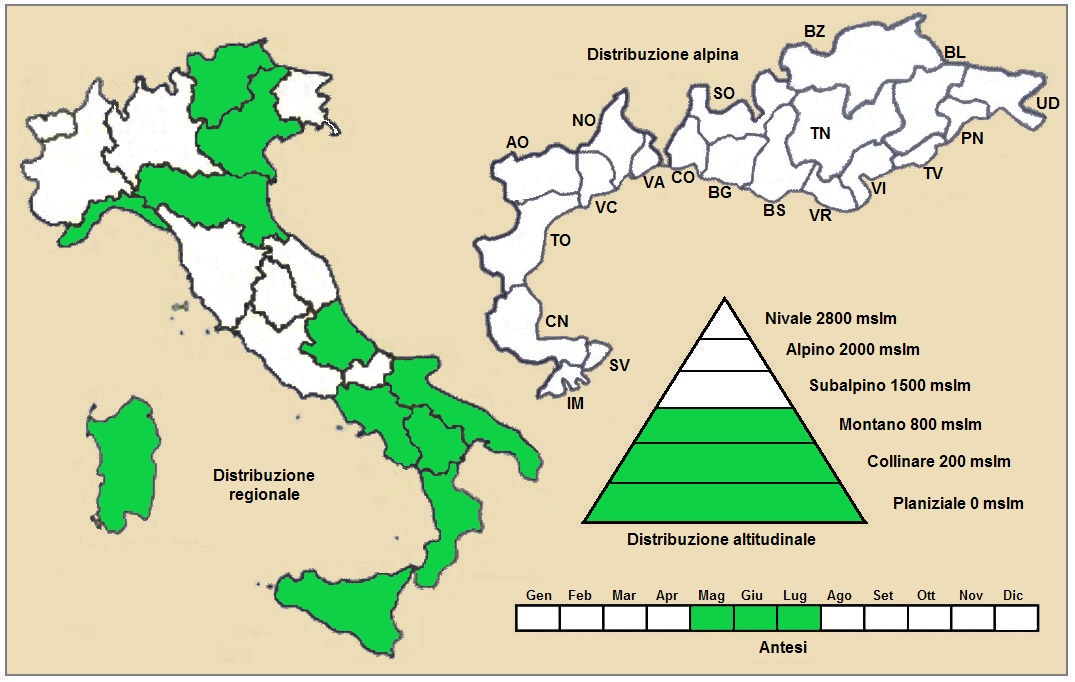
Distribuzione della sottospecie thominei
(Distribuzione regionale)

- Nome scientifico: Bromus hordeaceus subsp. thominei (Hardouin) Maire, 1941[32]
- Distribuzione: Italia, Europa occidentale, Scandinavia, Grecia e Anatolia

### Sinonimi
Questa entità ha avuto nel tempo diverse nomenclature. L'elenco seguente indica alcuni tra i sinonimi più frequenti:
- Avena mollis (L.) Salisb.
- Bromus affinis (Dumort.) B.D.Jacks.
- Bromus atticus Steud. ex Nyman
- Bromus baumgartenii Steud.
- Bromus braunii Sennen & Mauricio
- Bromus compactus Steud.
- Bromus confertus (G.Mey.) Boreau
- Bromus coytaei Curtis
- Bromus demissus Porta
- Bromus glomeratus Tausch
- Bromus hordeaceus subsp. bicuspis Hohla & H.Scholz
- Bromus hordeaceus var. compactus (Bréb.) B.de Lesd.
- Bromus hordeaceus var. conglomeratus (Pers.) Druce
- Bromus hordeaceus var. contractus (Lange) Asch. & Graebn.
- Bromus hordeaceus var. glabratus Lindgr. ex Lindm.
- Bromus hordeaceus var. glomeratus (Tausch) Asch., Schweinf. & Muschl.
- Bromus hordeaceus subsp. jansenii (A.Camus) Lambinon
- Bromus hordeaceus subsp. mediterraneus (H.Scholz & F.M.Vázquez) H.Scholz
- Bromus hordeaceus subsp. molliformis (J.Lloyd) Maire & Weiller
- Bromus hordeaceus var. molliformis (J.Lloyd) Halácsy
- Bromus hordeaceus subsp. mollis (L.) Maire
- Bromus hordeaceus var. mollis (L.) Fiori
- Bromus hordeaceus var. nanus (Weigel) Asch. & Graebn.
- Bromus hordeaceus var. ovalis (Parn.) Druce
- Bromus hordeaceus var. palustris Petr.
- Bromus hordeaceus var. parviglumis Hohla & H.Scholz
- Bromus hordeaceus var. pseudoracemosus H.C.Watson ex Asch. & Graebn.
- Bromus hordeaceus var. robustus Zapal.
- Bromus hordeaceus var. simplicissimus (Ces.) Asch. & Graebn.
- Bromus hordeaceus f. villosus Pamp.
- Bromus hordeaceus var. vulgaris Maire
- Bromus jansenii A.Camus
- Bromus javorkae Pénzes
- Bromus leptostachys var. pubescens Fouill. ex B.de Lesd.
- Bromus lloydianus (Godr.) Nyman
- Bromus megapotamicus Spreng.
- Bromus molliformis J.Lloyd
- Bromus molliformis var. devesanus F.M.Vázquez
- Bromus molliformis subsp. mediterraneus H.Scholz & F.M.Vázquez
- Bromus molliformis var. pacensis H.Scholz & F.M.Vázquez
- Bromus mollis L.
- Bromus mollis subsp. affinis Dumort.
- Bromus mollis var. compactus Bréb.
- Bromus mollis var. confertus G.Mey.
- Bromus mollis var. congestus Schltdl.
- Bromus mollis var. conglomeratus Pers.
- Bromus mollis f. contractus (Lange) Todor
- Bromus mollis var. contractus Lange
- Bromus mollis var. effusus Schur
- Bromus mollis var. fallax Rohlena
- Bromus mollis var. glabriusculus Schur
- Bromus mollis var. hordaceus (L.) Lilj.
- Bromus mollis subsp. hordeaceus (L.) Hiitonen
- Bromus mollis var. hordeaceus (L.) Fr.
- Bromus mollis var. jansenii Pénzes
- Bromus mollis var. latiglumis Jansen & Wacht.
- Bromus mollis var. laxiflorus Spenn.
- Bromus mollis var. lloydianus (Godr.) Trab.
- Bromus mollis var. major Trab.
- Bromus mollis var. molliformis (J.Lloyd) Loret & Barrandon
- Bromus mollis var. multiflorus Delastre
- Bromus mollis f. nanus (Weigel) Todor
- Bromus mollis var. nanus Lilj.
- Bromus mollis var. ovalis Parn.
- Bromus mollis var. palustris (Petr.) Podp.
- Bromus mollis var. patens Neilr.
- Bromus mollis var. pratensis Parn.
- Bromus mollis var. procerus Schltdl.
- Bromus mollis var. pumilus Wahlenb.
- Bromus mollis var. pygmaeus Lange
- Bromus mollis var. ramosus Ball
- Bromus mollis var. rarus Peterm.
- Bromus mollis f. simplicissimus (Ces.) Todor
- Bromus mollis var. simplicissimus (Ces.) Podp.
- Bromus mollis var. subglaber pseudo-racemosus H.C. Watson
- Bromus mollis var. thyrsiformis Jansen & Wacht.
- Bromus mollis var. tunetanus Hack. ex Trab.
- Bromus mollis var. vulgaris Opiz
- Bromus mollis var. vulgaris Trab.
- Bromus nanus Weigel
- Bromus parvispiculatus H.Scholz
- Bromus pratensis var. simplex Fr.
- Bromus secalinus var. hordeaceus (L.) Huds.
- Bromus segetalis var. hordeaceus (L.) Döll
- Bromus simplex Gaudin
- Bromus simplicissimus Ces.
- Bromus velutinus H.C.Watson
- Forasaccus mollis (L.) Bubani
- Serrafalcus hordeaceus (L.) Godr.
- Serrafalcus lloydianus Godr.
- Serrafalcus molliformis (J.Lloyd) F.W.Schultz
- Serrafalcus mollis (L.) Parl.
- Serrafalcus mollis var. contractus Lange
- Serrafalcus mollis subsp. thominii (Ard.) Maire
- Serrafalcus pauciflorus Lojac.
- Serrafalcus rigens Samp.
- Serrafalcus siculus Lojac.
- Serrafalcus tinei Lojac.

#### Sinonimi della sottospeciedivaricatus
- Bromus confertus var. alpinus K.Koch
- Bromus confertus var. nanus K.Koch
- Bromus intermedius subsp. divaricatus Bonnier & Layens
- Bromus molliformis var. glabrescens Freyn

#### Sinonimi della sottospecieferronii
- Bromus ferronii  Mabille
- Serrafalcus ferronii  (Mabille) Rouy

#### Sinonimi della sottospeciethominei
- Bromus arenarius  Thom.-Desm.
- Bromus hordeaceus var. thominei  (Hardouin) Brand
- Bromus hordeaceus subsp. thominei  (Hardouin) Braun-Blanq.
- Bromus leptostachys var. thominei  (Hardouin) Fouill. ex B.de Lesd.
- Bromus mollis var. thominei  (Hardouin) Bréb.
- Bromus thominei  Hardouin
- Serrafalcus thominei  (Hardouin) Stapf